# Festival du film de Cabourg
Il Festival du film de Cabourg - Journées romantiques è un festival cinematografico che si svolge annualmente nel mese di giugno nella cittadina francese di Cabourg dal 1983, specializzato nel cinema di genere romantico e sentimentale. Dal 2003 Pierre-Henri Deleau ha creato la sezione Journées européennes con l'obiettivo di presentare e dare visibilità ad opere prime, seconde e terze di giovani autori europei inedite nelle sale cinematografiche francesi.

## Premio
Assegna premi denominati Swann, in omaggio allo scrittore Marcel Proust, che soggiornò a Cabourg nelle estati fra il 1907 e il 1914 e la rese celebre utilizzandola come modello per l'immaginaria cittadina di Balbec in Alla ricerca del tempo perduto.

## Albo d'oro
- 1988
  - Swann d'oro alla miglior attrice: Sophie Marceau - Chouans!
- 1989
  - Swann d'oro alla miglior attrice: Kristin Scott Thomas - Bille en tête
- 1996
  - Swann d'oro alla miglior attrice: Marie Gillain - Le affinità elettive
- 1997
  - Swann d'oro al miglior film: La mia vita in rosa (Ma vie en rose), regia di Alain Berliner
  - Swann d'oro alla miglior attrice: Juliette Binoche - Il paziente inglese (The English Patient)
  - Swann d'oro al miglior attore: Philippe Torreton - Capitan Conan (Capitaine Conan)
- 1998
  - Swann d'oro al miglior film: Les vacances, regia di Emmanuelle Bercot
  - Swann d'oro alla miglior attrice: Elsa Zylberstein - L'homme est une femme comme les autres
  - Swann d'oro al miglior attore: Vincent Pérez - Il cavaliere di Lagardère (Le bossu)
- 1999
  - Swann d'oro al miglior film: Sciampiste & Co. (Vénus beauté (institut)), regia di Tonie Marshall
  - Swann d'oro alla miglior attrice: Emmanuelle Béart - Il tempo ritrovato (Le temps retrouvé, d'après l'oeuvre de Marcel Proust)
  - Swann d'oro al miglior attore: Jacques Gamblin - I ragazzi del Marais (Les enfants du Marais)
  - Swann d'oro alla miglior rivelazione femminile: Audrey Tautou - Sciampiste & Co. (Vénus beauté (institut))
  - Swann d'oro alla miglior rivelazione maschile: Guillaume Canet - Je règle mon pas sur le pas de mon père
- 2000
  - Swann d'oro al miglior film: La Fidélité, regia di Andrzej Żuławski
  - Swann d'oro alla miglior attrice: Sophie Marceau - La Fidélité
  - Swann d'oro al miglior attore: Jean-Pierre Bacri - Il gusto degli altri (Le goût des autres)
  - Swann d'oro alla miglior rivelazione femminile: Marion Cotillard - Du bleu jusqu'en Amérique
  - Swann d'oro alla miglior rivelazione maschile: Sami Bouajila - La strada di Félix (Drôle de Félix)
  - Colpo di fulmine: Bernard Giraudeau
- 2001
  - Grand Prix del Festival: Malèna, regia di Giuseppe Tornatore
  - Menzione speciale della giuria: Pourquoi se marier le jour de la fin du Monde?, regia di Harry Cleven
  - Swann d'oro al miglior regista: Jean-Pierre Jeunet - Il favoloso mondo di Amélie (Le fabuleux destin d'Amélie Poulain)
  - Swann d'oro alla miglior attrice: Sandrine Bonnaire - Mademoiselle
  - Swann d'oro al miglior attore: Mathieu Kassovitz - Il favoloso mondo di Amélie (Le fabuleux destin d'Amélie Poulain)
  - Swann d'oro alla miglior rivelazione femminile: Émilie Dequenne - Il patto dei lupi (Le pacte des loups)
  - Swann d'oro alla miglior rivelazione maschile: Éric Caravaca - Sans plomb
  - Colpo al cuore: Arielle Dombasle
  - Colpo di fulmine: Richard Berry
- 2002
  - Grand Prix del Festival: I ragazzi della mia vita (Riding in Cars with Boys), regia di Penny Marshall
  - Menzione speciale della giuria: Irène, regia di Yvan Calberac
  - Swann d'oro al miglior regista: Yvan Attal - Mia moglie è un'attrice (Ma femme est une actrice)
  - Swann d'oro alla miglior attrice: Mathilde Seigner - Una rondine fa primavera (Une hirondelle a fait le printemps)
  - Swann d'oro al miglior attore: Sergi López - Les femmes et les enfants d'abord
  - Swann d'oro alla miglior rivelazione femminile: Mélanie Doutey - Le frère du guerrier
  - Swann d'oro alla miglior rivelazione maschile: Bernard Campan - Se souvenir des belles choses
  - Colpo al cuore: Mylène Demongeot
- 2003
  - Grand Prix del Festival: La vita che mi uccide (Vivre me tue), regia di Jean-Pierre Sinapi
  - Swann d'oro al miglior regista: Jean-Paul Rappeneau - Bon Voyage
  - Swann d'oro alla miglior attrice: Isabelle Adjani - Adolphe
  - Swann d'oro al miglior attore: Bernard Giraudeau - Quel giorno
  - Swann d'oro alla miglior rivelazione femminile: Morgane Moré - Peau d'ange
  - Swann d'oro alla miglior rivelazione maschile: Jalil Lespert - La vita che mi uccide (Vivre me tue)
  - Colpo al cuore: Isabelle Adjani
- 2004
  - Grand Prix del Festival: Le conseguenze dell'amore, regia di Paolo Sorrentino
  - Swann d'oro al miglior regista: Abdellatif Kechiche - La schivata (L'Esquive)
  - Swann d'oro alla miglior attrice: Karin Viard - France Boutique
  - Swann d'oro al miglior attore: Patrick Bruel - Une vie à t'attendre
  - Swann d'oro alla miglior rivelazione femminile: Sara Forestier - La schivata (L'Esquive)
  - Swann d'oro alla miglior rivelazione maschile: Nicolas Duvauchel - Corpi impazienti (Les Corps impatients)
  - Colpo al cuore: Josiane Balasko
- 2005
  - Grand Prix del Festival: My Summer of Love, regia di Pawel Pawlikowski
  - Swann d'oro al miglior regista: Arnaud Despléchin - I re e la regina (Rois et reine)
  - Swann d'oro alla miglior attrice: Valeria Bruni Tedeschi - CinquePerDue - Frammenti di vita amorosa (5x2 cinq fois deux) e Questa casa non è un albergo
  - Swann d'oro al miglior attore: Vincent Lindon - L'amore sospetto (La moustache)
  - Swann d'oro alla miglior rivelazione femminile: Lola Neymark - Le ricamatrici (Brodeuses)
  - Swann d'oro alla miglior rivelazione maschile: Nicolas Cazale - Viaggio alla Mecca (Le Grand Voyage)
  - Prix de la Jeunesse: My Summer of Love, regia di Paweł Pawlikowski
  - Colpo al cuore: Charlotte Rampling
- 2006
  - Grand Prix del Festival: Lower City (Cidade Baixa), regia di Sérgio Machado
  - Menzione speciale della giuria: Non è peccato - La Quinceañera (Quinceañera), regia di Richard Glatzer e Wash Westmoreland
  - Swann d'oro al miglior regista: Michele Placido - Romanzo criminale
  - Swann d'oro alla miglior attrice: Cécile de France - Un po' per caso, un po' per desiderio (Fauteuils d'orchestre)
  - Swann d'oro al miglior attore: Michel Blanc - Je vous trouve très beau
  - Swann d'oro alla miglior rivelazione femminile: Anna Mouglalis - Romanzo criminale
  - Swann d'oro alla miglior rivelazione maschile: Lorant Deutsch - Les amants du Flore
  - Prix de la Jeunesse: Lower City (Cidade Baixa), regia di Sérgio Machado
  - Prix de la Jeunesse - Menzione speciale: Palazzo Yacoubian (Omaret yakobean), regia di Marwan Hamed
- 2007
  - Grand Prix del Festival: Franz + Polina, regia di Mikhaïl Segal
  - Swann d'oro al miglior regista: Christophe Honoré - Les chansons d'amour
  - Swann d'oro alla miglior attrice: Marion Cotillard - La Vie en rose (La Môme)
  - Swann d'oro al miglior attore: Guillaume Canet - Ensemble, c'est tout
  - Swann d'oro alla miglior rivelazione femminile: Clémence Poésy - Le grand Meaulnes
  - Swann d'oro alla miglior rivelazione maschile: Fu'ad Ait Aatou - Une vieille maîtresse
  - Prix de la Jeunesse: Naissance des pieuvres, regia di Céline Sciamma
- 2008
  - Grand Prix del Festival: A casa de Alice, regia di Chico Teixeira
  - Swann d'oro al miglior regista: Emmanuel Mouret - Solo un bacio per favore (Un baiser s'il vous plaît)
  - Swann d'oro alla miglior attrice: Laetitia Casta - Nés en 68
  - Swann d'oro al miglior attore: Patrick Bruel - Un secret
  - Swann d'oro alla miglior rivelazione femminile: Anne Marivin - Giù al Nord (Bienvenue chez les Ch'tis)
  - Swann d'oro alla miglior rivelazione maschile: Yannick Renier - Nés en 68
  - Prix de la Jeunesse: Kirschblüten - Hanami, regia di Doris Dörrie
- 2009
  - Grand Prix del Festival: Somers Town, regia di Shane Meadows ex aequo Sometime in August, regia di Sebastian Schipper
  - Swann d'oro al miglior regista: Stephen Frears - Chéri
  - Swann d'oro alla miglior attrice: Émilie Dequenne - La Fille du RER
  - Swann d'oro al miglior attore: Benoît Poelvoorde - Coco avant Chanel - L'amore prima del mito (Coco avant Chanel)
  - Swann d'oro alla miglior rivelazione femminile: Anaïs Demoustier - Les Grandes Personnes
  - Swann d'oro alla miglior rivelazione maschile: Jérémy Kapone - LOL - Il tempo dell'amore (LOL)
  - Prix de la Jeunesse: Somers Town, regia di Shane Meadows
  - Prix du public: Tengri, le bleu du ciel, regia di Marie Jaoul de Poncheville
- 2010
  - Grand Prix del Festival: Kūki ningyō, regia di Hirokazu Kore'eda ex aequo Cosa voglio di più, regia di Silvio Soldini
  - Swann d'oro al miglior regista: Julie Delpy - La contessa (The Countess)
  - Swann d'oro alla miglior commedia romantica: Il truffacuori - Professionista in separazioni (L'Arnacœur), regia di Pascal Chaumeil
  - Swann d'oro alla miglior attrice: Marina Hands - Ensemble, nous allons vivre une très très grande histoire d'amour
  - Swann d'oro al miglior attore: Éric Elmosnino - Gainsbourg (vie héroïque)
  - Swann d'oro alla miglior rivelazione femminile: Leïla Bekhti - Tout ce qui brille
  - Swann d'oro alla miglior rivelazione maschile: Vincent Rottiers - Qu'un seul tienne et les autres suivront
  - Prix de la Jeunesse: Yo, También, regia di Álvaro Pastor e Antonio Naharro
  - Prix du public: Le nom des gens, regia di Michel Leclerc
  - Colpo al cuore: Christophe Lambert - La Disparue de Deauville, L'Homme de chevet e White Material
  - Colpo di fulmine: Mammuth, regia di Gustave Kervern e Benoît Delépine
- 2011
  - Grand Prix del Festival: La guerra è dichiarata (La guerre est déclarée), regia di Valèrie Donzelli
  - Swann d'oro al miglior regista: Patrice Leconte - Voir la mer
  - Swann d'oro al miglior film romantico: Les Yeux de sa mère, regia di Thierry Klifa
  - Swann d'oro alla miglior attrice: Isabelle Carré - Emotivi anonimi (Les Emotifs anonymes)
  - Swann d'oro al miglior attore: Jean Dujardin - Tre destini, un solo amore
  - Swann d'oro alla miglior rivelazione femminile: Pauline Lefèvre - Voir la mer
  - Swann d'oro alla miglior rivelazione maschile: Raphaël Personnaz - La princesse de Montpensier
  - Prix de la Jeunesse: La versione di Barney (Barney's Version), regia di Richard J. Lewis
  - Prix du public: E ora dove andiamo? (Et maintenant on va où?), regia di Nadine Labaki
  - Colpo al cuore: Sylvie Vartan per i suoi 50 anni di carriera romantica
  - Colpo di fulmine: Si tu meurs, je te tue, regia di Hiner Saleem
  - Menzione speciale della giuria: Happy Happy, regia di Anne Sewitsky
- 2012
  - Grand Prix del Festival: Laurence Anyways e il desiderio di una donna..., regia di Xavier Dolan
  - Swann d'oro al miglior regista: Robert Guédiguian - Le nevi del Kilimangiaro (Les Neiges du Kilimandjaro)
  - Swann d'oro al miglior film: Un sapore di ruggine e ossa (De rouille et d'os), regia di Jacques Audiard
  - Swann d'oro alla miglior attrice: Léa Seydoux - Addio mia regina e Sister (L'enfant d'en haut)
  - Swann d'oro al miglior attore: Jérémie Renier - Cloclo
  - Swann d'oro alla miglior rivelazione femminile: Soko - Bye Bye Blondie
  - Swann d'oro alla miglior rivelazione maschile: Pierre Niney - J'aime regarder les filles
  - Prix de la Jeunesse: Laurence Anyways e il desiderio di una donna..., regia di Xavier Dolan
  - Prix du public: Ma bonne étoile, regia di Anne Fassio
  - Colpo al cuore: Corinne Masiero - Louise Wimmer
  - Swann d'onore: Vanessa Paradis
- 2013
  - Grand Prix del Festival: Grand Central, regia di Rebecca Zlotowski
  - Swann d'oro al miglior film: Le Temps de l'aventure, regia di Jérôme Bonnell
  - Swann d'oro alla miglior attrice: Emmanuelle Devos - Le Temps de l'aventure
  - Swann d'oro al miglior attore: Pierre Niney - 20 anni di meno (20 ans d'écart)
  - Swann d'oro alla miglior rivelazione femminile: Lola Créton - Qualcosa nell'aria (Après mai)
  - Swann d'oro alla miglior rivelazione maschile: Félix Moati - Télé gaucho
  - Prix de la Jeunesse: My Sweet Pepper Land, regia di Hiner Saleem
  - Prix du public: Les Reines du ring, regia di Jean-Marc Rudnicki
  - Colpo al cuore: Catherine Deneuve - Elle s'en va
- 2024
  - Swann d'oro d'onore: Daniel Auteuil
  - Swann d'oro miglior film: Le Comte de Monte-Cristo, regia Alexandre de La Patellière, Matthieu Delaporte
  - Swann d'oro alla migliore attrice: Alba Rorwacher - Le occasioni dell'amore (Hors-Saison)
  - Swann d'oro al miglior attore: Guillame Canet - Le occasioni dell'amore (Hors-Saison)
  - Swann d'oro alla miglior rivelazione femminile: Céleste Brunnquell - Fifi
  - Swann d'oro alla miglior rivelazione maschile: Xavier Lacaille - Bis Repetita
  - Swann d'oro al miglior film d'esordio: Julie Navarro - Quelque jours pas plus
  - Prix de la Jeunesse: When The Light Breaks - regia di Rùnar Rùnarsson
  - Prix du public: La Panache, regia di Jennifer Devoldère